# Рубена
Рубена (ісп. Rubena) — муніципалітет в Іспанії, у складі автономної спільноти Кастилія-і-Леон, у провінції Бургос. Населення — 192 особи (2010).
Муніципалітет розташований на відстані близько 220 км на північ від Мадрида, 10 км на схід від Бургоса.

## Демографія
Динаміка населення (INE ):